# Drepanophiletis
Drepanophiletis är ett släkte av fjärilar. Drepanophiletis ingår i familjen nattflyn.
Kladogram enligt Catalogue of Life:
| Drepanophiletis | \| \| Drepanophiletis castaneata \| \| \| \| \| \| Drepanophiletis hypocaloides \| \| \| \| \| \| Drepanophiletis siderosticta \| \| \| \| |
|                 | \| \| Drepanophiletis castaneata \| \| \| \| \| \| Drepanophiletis hypocaloides \| \| \| \| \| \| Drepanophiletis siderosticta \| \| \| \| |
|                 | Drepanophiletis castaneata |
|                 | |
|                 | Drepanophiletis hypocaloides |
|                 | |
|                 | Drepanophiletis siderosticta |
|                 | |